# Максимовка (Костанайская область)
Максимовка (каз. Максимов) — упразднённое село в Житикаринском районе Костанайской области Казахстана. Входило в состав Тохтаровского сельского округа. Находится примерно в 26 км к востоку от районного центра, города Житикара. Код КАТО — 394457400. Ликвидировано в 2011 году.

## Население
В 1999 году население села составляло 300 человек (138 мужчин и 162 женщины). По данным переписи 2009 года, в селе проживало 25 человек (13 мужчин и 12 женщин).